# 永久磁石

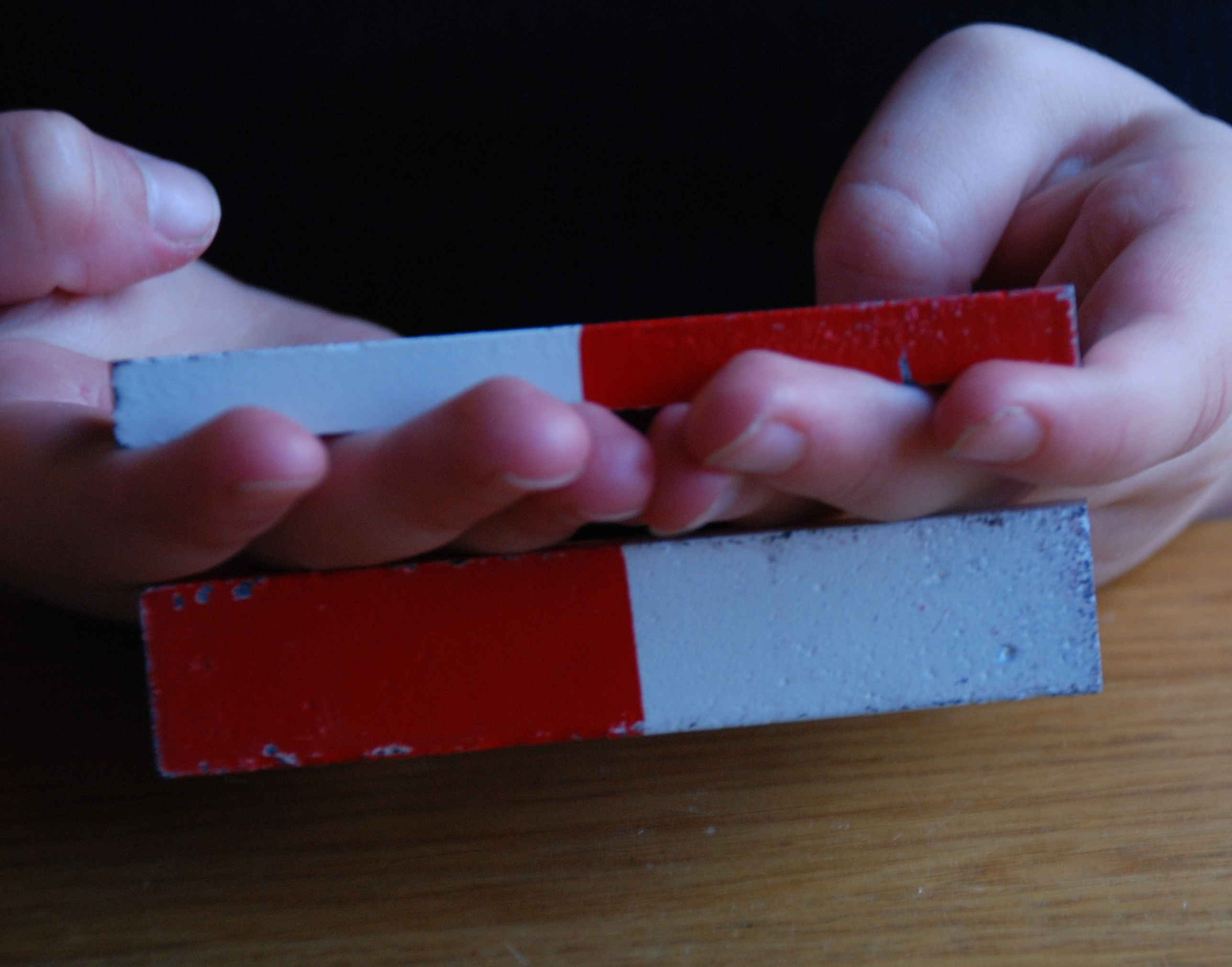
永久磁石同士が引き付け合った様子

永久磁石（えいきゅうじしゃく、英語: permanent magnet）は、外部から磁場や電流の供給を受けることなく磁石としての性質を比較的長期にわたって保持し続ける物体である。

## 概説
その歴史は古く、ギリシアの一地方であったマグネシアで磁石が発見されたのは紀元前600年頃のことである。しかし、永久磁石に関する本質的な理解が進んだのは量子力学が確立された後のことであり、人工的な永久磁石の開発も20世紀になってからであった。
物質固有の性質である強磁性は永久磁石の必要条件であるが、それだけで永久磁石となるわけではない。永久磁石は物質的に室温以上の磁気転移点と大きな磁化、大きな磁気異方性を持つものが、ミクロンサイズの粒構造を形成して作られる。そのため永久磁石は物質固有の性質ではなく、物質と構造の組み合わせによってもたらされる複合的性質を持つ磁石を指す。
実例としてはアルニコ磁石（Alnico magnet）、フェライト磁石（ferrite magnet）、ネオジム磁石などが永久磁石に該当する。これに対して電磁石や、外部磁場による磁化を受けた場合のみ磁石としての性質を持つ軟鉄などは、一時磁石と呼ばれる。

## 原理
あらゆる物質を構成している原子は原子核と電子からなる。電子は電荷を持つと同時に、スピンという性質を持ち、このスピンによって電子そのものが磁石としての性質を帯びている。
原子はそれ自身の陽子と同じ数の電子を持っている。例えば鉄原子は26個の陽子と電子をそれぞれ持つ。これらの電子のスピン同士は互いを相殺しようとする性質を持つ（フントの規則）が、相殺しきれずにスピンが残った場合、原子そのものが磁石としての性質を帯びる。例えば、永久磁石を作る上で重要な物質である鉄、ニッケル、コバルトでは3d軌道と呼ばれる電子軌道に余ったスピンが存在している。
多くの物質中では熱擾乱によって原子の内殻電子の向きが乱されるため、物質全体としては磁気モーメントを示さない。物質全体が強い磁気モーメントを示すためには、互いの原子間に強い原子間交換相互作用を持つ必要がある。このような物質を強磁性体と呼ぶ。強磁性体では隣同士の原子に属する電子や伝導電子による「交換相互作用」を媒介にしてスピンを揃えている。強磁性体を加熱すると磁性を失ってしまうのは、熱擾乱エネルギーが交換相互作用エネルギー、正確に言えばここのモーメントを束ねるマグノン励起エネルギーを上回ってしまうためである。
強磁性体内部は微視的に見ると「磁区」と呼ばれる多数の領域に分かれている。それぞれの磁区はある方向の磁気モーメントを有しているが、それぞれ磁区の磁気モーメントがばらばらな向きを持っている消磁状態では、互いが相殺しようとするために、全体としては磁気モーメントを持たない。
強磁性体に十分な磁界をかけて一旦すべての磁気モーメントを外部磁界と平行にすると、外部磁界をゼロにしても磁気モーメントを生じる。これを残留磁化もしくはリマネントと称する。残留磁化をゼロにするには逆方向に外部磁界を印加する必要があり、その値を保磁力という。永久磁石では最大の残留磁化Bとその時の外部磁化の値Hの積BHmaxが性能指針として用いられることもある。

## 種類

### 原料による分類
永久磁石はその原料により、非希土類系金属磁石（金属磁石）、フェライト磁石、希土類磁石に分類される。アルニコ磁石が金属磁石の代表格であることから、アルニコ磁石、フェライトマグネット、レアアースマグネット（rare-earth magnet）の3種類に分ける場合もある。
- 非希土類系金属磁石（金属磁石、metal magnet）
  - アルニコ磁石 - アルミニウム、ニッケル、コバルトなどを原料とした磁石。
  - KS鋼 - 1917年に本多光太郎らによって発明された磁石鋼。1934年には新KS鋼が開発された。
  - MK鋼 - 1931年に三島徳七によって開発された磁石。
  - 白金磁石
- フェライト磁石 - 酸化物磁石の一つで、酸化鉄を主原料にして焼き固めて作る。
- 希土類磁石
  - サマリウムコバルト磁石 - サマリウムとコバルトを原料としている。組成比の異なる「2-17系」と「1-5系」がある。
  - ネオジム磁石 - ネオジム、鉄、ホウ素を主成分とする。1984年、住友特殊金属（現在のプロテリアル）の佐川眞人によって開発された。
  - プラセオジム磁石
  - サマリウム鉄窒素磁石

### 結晶方位の配向度による分類
各結晶の磁化容易方向（easy direction of magnetization）が一方向に揃っている磁石を異方性磁石（anisotropic magnet）、揃っていない磁石を等方性磁石（isotropic magnet）という。異方性磁石は磁化容易方向に従えば高い残留磁気分極が得られる特徴があるが、磁化容易方向と垂直方向での磁化は困難である。等方性磁石は残留磁気分極は異方性磁石よりも弱いが、どの方向に対しても同じ磁気特性を持つため多極に着磁する用途の磁石に用いられている。

### バルク化の方法による分類
永久磁石は一定の体積に磁界発生空間を確保するためのバルク化の方法により、鋳造磁石、ボンド磁石、焼結磁石、熱間加工磁石等に分けられる。
- 鋳造磁石（casted magnet） - 合金の鋳造によって製造する磁石[2]。
- ボンド磁石（bonded magnet） - 磁性粉を樹脂で固めた形状自由度の高い磁石[2]。
- 焼結磁石（sintered magnet） - 磁性粉末を焼結して固めた磁石[2]。
- 熱間加工磁石（hot-deformed magnet）[2]